# Néstor Bello
Néstor Bello Alonso (* 29. November 1927 in Tomé; † 12. September 2007 in Molina) war ein chilenischer Fußballspieler. Der Mittelfeldspieler absolvierte ein Länderspiel für die chilenische Nationalmannschaft. 

## Karriere

### Verein
Néstor Bello spielte mindestens von 1951 bis 1953 bei Audax Italiano sowie von 1955 bis 1957 bei den Rangers de Talca. Weitere Informationen zu seiner Vereinskarriere sind nicht bekannt.

### Nationalmannschaft
Néstor Bello debütierte für die Nationalmannschaft Chiles im September 1957 bei der Copa O’Higgins gegen Brasilien. Das 1:1-Unentschieden blieb das einzige Länderspiel des Mittelfeldspielers.